# Alexander Dundas Young Arbuthnott
Pour les articles homonymes, voir Arbuthnott.
Alexander Dundas Young Arbuthnott, né en 1789 à Forton et mort le 8 mai 1871 à Londres, est un contre-amiral de la Royal Navy.